# Бенкин, Владимир Самуилович
Влади́мир Самуи́лович Бе́нкин (16 ноября 1928, Сызрань, Средневолжская область — 18 сентября 2011, Тольятти) — врач, альпинист, тренер.
Один из первых тольяттинских альпинистов. Мастер спорта СССР (1962), инструктор-методист 1-й категории (с 1954 года). Врач-хирург высшей категории городской больницы № 1 (Тольятти).
С 1966 года — старший тренер сборов, экспедиций и команды участницы чемпионатов ЦС ДСО «Труд», СССР и России. Подготовил 11 мастеров спорта. Совершил более 250 различных восхождений. Личный спасательный жетон № 152. Среди альпинистов известен как «папа».

## Биография
Родился 16 ноября 1928 года в Сызрани. Его родители были участниками гражданской войны. Отец — Бенкин Самуил Иосифович (1899—1937), Первый секретарь Ставропольского РК ВКП(б) (1932—1933), окончил губсовпартшколу, в РККА (1919—1920), председатель Гомельского комитета Союза пищевиков (1921—1922), председатель Брянского городского комитета Союза химиков (1927—1928), старший инспектор биржи труда, работал в Оренбургской области, репрессирован. Приговорен: Военная Коллегия Верховного Суда СССР 29 января 1938 г. Приговор: ВМН Реабилитирован в мае 1957 года.
Мать — Пацкина Дора Наумовна — начальник госпитальной базы, заведующая аптекой.
1938—1941 — Ярославль. После расстрела отца переезд к родственникам в Ярославль. Во время войны, при бомбёжках города, во время тушения
зажигательных бомб на крышах, при взрыве получил контузию и переломы. Эвакуирован на дебаркадере по Волге в Ставрополь (ныне Тольятти).
1941—1946 — Ставрополь. Во время учёбы в школе работал на заготовке дров и сена.
1946—1951 — Ярославль. Обучение в Ярославском медицинском институте. Занимался гимнастикой и лыжным спортом. По ночам разгружал баржи.
1950 — Награждён путёвкой в альпинистский лагерь. Участвовал в спартакиаде народов Кавказа. Первая покоренная вершина «Казбек» и после этого заболел горами. В классификационном билете за 2 года: 15 вершин, 4 перевала. Получил значок альпинист СССР.
1952 — Ставрополь. Работал участковым врачом в зоне затопления Куйбышевгидрострой. Врач-хирург высшей категории городской больницы № 1 (Тольятти) — заведующий приёмным отделением..
Март 1957 — Учился в школе инструкторов, по окончании присвоено звание инструктора альпинизма СССР. Этим же летом сборы на Памир. В составе экспедиции академии наук СССР под руководством Е. И. Тамма. С ледника Федченко шеститысячники в том числе пик Парижской Коммуны 6357 м в качестве руководителя. После сборов, 26 сентября, в Ставрополе, был зарегистрирован брак Тамары Сергеевны и Владимира Самуиловича Бенкина.
1958 — Спортивный сбор Академия наук СССР, Безенги. Под руководством А. Гарф Бенкин осваивает новый район. Сделано несколько первопрохождений.
И вот мы с Мариной во Фрунзе, на улице Панфилова, 145. Это база альплагеря, где собираются обладатели путевок и ждут организованного отправления в горы. Здесь стоят брезентовые палатки, в каждой из которых по две кровати. Нам на двоих выделяют одно место, строго-настрого предупредив, чтобы мы вели себя тихо и не мешали нашему соседу, инструктору и мастеру спорта по альпинизму Владимиру Самуиловичу Бенкину из Куйбышева. Имя произносится с большим уважением. Я удивлен, что мы о нем не знаем. Робко заходим в палатку. На спинке кровати висит айсбайль — символ высокого спортивного уровня его обладателя, в моем представлении здорового, крепкого и сурового мужчины, обязательно с бородой. Марина уходит на рынок за фруктами, а я незаметно засыпаю. Просыпаюсь от ощущения чьего-то присутствия. Открыв глаза, вижу человека как раз такого, какого представлял: вот он, настоящий, суровый альпинист, мастер спорта. Боюсь даже пошевелиться. Но он, заметив мое пробуждение, вежливо произносит: — Здравствуйте, молодой человек. Потрясенный, поздоровавшись с ним, тихо-тихо выхожу из палатки».Душарин И.Т.
1975 год. Призёр чемпионата страны по альпинизму. Класс высотных восхождений.
Восхождение на Хан-Тенгри по восточному контрфорсу Северной стены. Команда Тольяттинского городского спорткомитета: В. Бенкин , Ю. Казаев, Б. Маврин, А. Пшеничников, А. Стацкий, О. Шаров..
1978 год. Чемпионат СССР по классу технически сложных восхождений, 2-е место
Восхождение на вершину Кирпич по ЮВ стене. Команда ЦС ДСО «Труд», тренер Бенкин В., Шаров О., Борзов Ю.
- 1961—1985 — председатель секции альпинизма Куйбышевского обл. совета ДСО «Труд».[16]
- 1966—1970 — председатель Куйбышевской областной Федерации альпинизма.
- 1985—1986 — председатель Центральной секции ДСО «Труд».
- 1988—1991 — старший тренер Тольяттинского филиал альпинистского клуба «Вертикаль».
- 1994—2011 — ст. тренер альпинистского клуба «Ушба» (Тольятти).
- 2011 — преподаватель Центра подготовки промышленных альпинистов[17].

28 ноября 2009 года в доме Рерих (Тольятти) прошла презентация книги авторов «Вселенная папы Бенкина» посвященная его 80-летию.
До последних лет жизни ездил в горы, увлекается горными лыжами.Побывал на горнолыжных склонах России, Польши, Чехословакии, Швейцарии, Австрии.

## Эталонные маршруты
- Чёрная Незнакомка по Юго-восточному ребру, 4Б к/тр, (Г. Леонтьев, В. Бенкин, Г. Косенков, В. Овсянников, 11—13 августа 1965 года)[21].
- Айлама по Правому ребру Южного контрфорса Западного гребня, 5А к/тр (В. Бенкин, В. Бочков, Г. Джапаридзе, Г. Леонтьев, 20—25 июля 1966 года)[21]
- Ушгули Южная по Северо-восточному гребню, 2Б к/тр (И. Бакрадзе, И. Бакрадзе, В. Бенкин, Н. Гришков, И. Кудинов, 15 июля 1965 года)[21]
- Шхара Южная по Восточному ребру, 5А к/тр (А. Наумов, В. Бенкин, Н. Гришков, И. Кудинов, 20—22 июля 1965 г.)[21]
- Траверс Западной и Восточной вершин пика Урал с подъёмом на Западную по Западной стене — 5А к/тр (В. Рязанов, В. Бенкин, А. Рябухин, В. Самохвалов и В. Чернов — 17 июля 1961 г.)[22].
- Архимед с северо-запада по кулуару — 3А к/тр (В. Рязанов, В. Бенкин, А Рябухин, В. Самохвалов и В. Чернов — 8 июля 1961 года.[22]
- Миссестау по Восточной стене — 5А к/тр (Б. Гарф, В. Бенкин, Ю. Добрынин, Ю. Смирнов, Ю. Спиридонов и В. Шахвалов — 4 августа 1958 года)[22]

## Семья
- Жена — Тамара Сергеевна Бенкина.
- Сын — Игорь Владимирович Бенкин (2 марта 1958, Тольятти — 15 августа 1996, Чогори). Мастер спорта СССР (1989), мастер спорта СССР международного класса (1993). Призёр чемпионатов СССР и России[1]. Один из двух российский альпинистов, впервые взошедших на вершину К-2 (Чогори) с севера. Погиб при спуске с этой вершины[23].
- Дочь — Елена Владимировна Бенкина.
- Двое внуков — Александр и Владимир.